# Schwanenrittersage

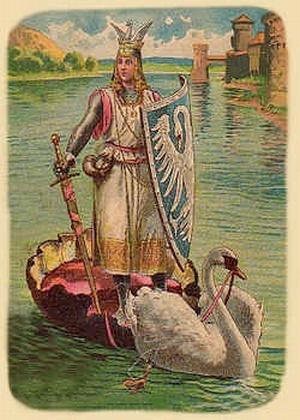
Schwanenritter (Darstellung um 1900)

Die Schwanenrittersage ist eine in mehreren Varianten überlieferte mittelalterliche Sage aus dem Raum der Burgundischen Niederlande. Sie erhielt unterschiedliche Ausformungen in der Literatur (so die Verserzählung „Der Schwanritter“ von Konrad von Würzburg) und diente einer Reihe von Herrscherhäusern am Niederrhein als genealogische Ursprungssage. Im Historismus des 19. Jahrhunderts lieferte sie Richard Wagner die Handlungsvorlage zu seiner romantischen Oper Lohengrin.

## Epische Formen
Die ältesten Belege zur Sage reichen in das 12. Jahrhundert zurück und verknüpfen den Schwanenritter mit der Schwanenkindersage und der Genealogie des Hauses Bouillon. Im französischen Chanson du chevalier au cygne et les enfances de Gaudefroy de Bouillon ist der Schwanenritter Elyas der Großvater von Gottfried von Bouillon. Im ausgehenden Mittelalter wurde der Stoff neu redigiert und Grundlage zahlreicher Volksbücher. Seit etwa 1500 erschienen Drucke und Übersetzungen in die niederländische, englische und spanische Sprache u. a. in Antwerpen, Salamanca, London und Paris. In der deutschen Literatur ist die Schwanenrittersage mit der Gralsthematik verknüpft, so in Wolfram von Eschenbachs Parzival, der den Schwanenritter Loherangrin nennt. Die deutschen Fassungen bringen die Schwanenrittersage ohne die Schwanenkindersage.
Richard Wagner lässt die Handlung seiner Oper Lohengrin auf der Burg zu Antwerpen zur Zeit von Heinrich dem Vogler (um 926–928) spielen. Neben Lohengrin, dem Schwanenritter, ist Elsa von Brabant eine Hauptfigur, Tochter eines imaginären Gottfried, Herzog von Brabant.

## Zentrale Bausteine
1. Die Schwanenkindersage
2. Das Gottesurteil
3. Die Zauberbarke
4. Das Frageverbot

## Genealogische Bezüge
In französischen Fassungen des 12. Jahrhunderts erscheint der Schwanenritter Elyas als Großvater von Gottfried von Bouillon und die zentrale Handlung spielt zur Zeit Kaiser Ottos in Nimwegen am Niederrhein.
Die Familie selbst scheint die Schwanenrittersage nicht für sich in Anspruch genommen zu haben. Die Übertragung der Schwanenrittersage auf Brabant erfolgte aufgrund des Herzogtitels von Niederlothringen oder der engen Verwandtschaft der Häuser Bouillon und Brabant. Die älteren brabantischen Geschichtsschreiber wie Jacob van Maerlant oder Jan van Boendale wiesen die Ursprungssage zurück und favorisierten stattdessen die Abstammung der Herzoge von Brabant von den Trojanern. Anders als die Häuser Bouillon-Boulogne und Brabant pflegte das Haus Kleve mit der Schwanenburg und die mit Kleve verwandten Häuser Geldern und Rieneck eine intensive Schwan-Memoria. Daneben führten weitere Adelshäuser ihre Abkunft auf den Schwanenritter zurück.